# Перервинская слобода
Пере́рвинская слобода́ — историческая местность на юго-востоке Москвы рядом с Николо-Перервинским монастырём на левом берегу Москвы-реки.

## Происхождение названия
Эта местность получила своё название от давнего прорыва Москвой-рекой нового русла. Следы прежнего течения реки в виде узкого длинного озера-старицы сохранялись здесь вплоть до начала XIX в.

## История
Перерва была слободой Николо-Перервинского монастыря, первое документальное свидетельство о котором относится к 1567 г., когда сюда был сослан митрополит Филипп Колычев.
В 1624 г. в Перервинской слободе насчитывалось 7 бобыльских дворов.
В XVII в. монастырь стал разрастаться, а вместе с ним и монастырская слобода. К 1678 г. количество дворов в Перерве увеличилось до 14, в них проживало 50 человек.
Расцвет обители начался с приобретением в 1669 г. списка со считавшейся чудотворной Иверской иконы Божьей матери. В монастырь сразу потянулись москвичи.
В конце XVII в. в монастыре проживал последний патриарх Адриан, там он и скончался. При нём в Перервинском монастыре в 1696 г. были построены храм Сергия Радонежского, соборный Никольский храм и патриаршие кельи. В 1704 г. в Перервинской слободе насчитывалось 22 двора и 81 житель.
В 1764 г. земли были изъяты у монастыря, и 79 человек, проживавшие в Перервинской слободе, стали «экономическими» крестьянами.
К середине XIX в. в Перерве стали проживать старообрядцы. В 1852 г. в слободе значилось 67 дворов и 593 жителя, почти половина из которых была старообрядцами.
В 1870-е годы здесь была построена деревянная Перервинская плотина, которая служила для поддержания уровня воды на Москве-реке. В 1935 г. её разобрали, чтобы построить новую гидро-электростанцию. Во второй половине XIX в. в Перерве была проложена железная дорога, именно тогда эта местность стала застраиваться дачами. В 1881 г. здесь жил художник В. И. Суриков.
В конце XIX в. Перервинская слобода входила в состав Нагатинской волости, пятого стана и была одним из крупных населённых пунктов, входивших в неё. В 1899 г. в слободе проживал 1141 человек.
По данным на 1909 г. в Перервинской слободе при Николо-Перервинском монастыре находилось Духовное училище и двухклассная церковно-приходская школа.
В советское время монастырь был закрыт, а его бывшая слобода вошла в состав Москвы в 1960 г.

## Память
Память о Перервинской слободе сохранилась в названии улицы Перерва и платформе Перерва.